# إيناس شيحة
إيناس شيحة هي ممثلة مصرية، وهي بنت الفنان التشكيلي أحمد ذو الفقار شيحة، تخرجت من المعهد العالي للفنون المسرحية بمصر، ولها ثلاث أخوات متواجدات بالوسط الفني وهم حلا شيحة (وقداعتزلت التمثيل) ومايا شيحة وهنا شيحة.
شاركت في عدة مسلسلات وقد يكون أهم أدوارها في مسلسل (فض اشتباك) الذي تم عرضه عام 2013.

## أعمالها الفنية

### مسلسلات
- الوشاح الأبيض (2000)
- الفجالة (2000)
- أوبرا عايدة (2000)
- حارة الطبلاوى (2001)
- السيرة العاشورية (2002)
- فض اشتباك (2013)
- الحكر (2014)
- لهفة (2015)
- ألوان الطيف (2015)

### الأفلام
- زنقة الستات (2000)